# Edizioni Alpes
Edizioni Alpes è stata una casa editrice italiana con sede a Milano, attiva negli anni Venti e Trenta.

## Attività
Fondata da Franco Ciarlantini alla fine degli anni 1910, la Alpes pubblicò numerosi titoli di narrativa italiana e straniera, tra cui la prima traduzione in italiano di Umiliati e offesi di Fëdor Dostoevskij. Sotto la presidenza di Arnaldo Mussolini fu pubblicata la prima edizione de Gli indifferenti di Alberto Moravia, oltre ai Discorsi dal banco di deputato di Benito Mussolini e altre opere di saggistica. In difficoltà economiche già dal 1929, la Alpes continuò le attività almeno fino al 1939, per poi chiudere. Oltre al direttore Cesare Giardini si ricorda la collaborazione dell'intellettuale armeno esule a Bari Hrand Nazariantz.